# San Martín de las Ollas
San Martín de las Ollas es una localidad situada en la provincia de Burgos, comunidad autónoma de Castilla y León (España), comarca de Las Merindades, partido judicial de Villarcayo, municipio de Merindad de Valdeporres.

## Geografía
En el valle de Valdeporres, a 19 km de Villarcayo, cabeza de partido, y a 95 de Burgos. Los pueblos más cercanos a San Martín son Quintanabaldo, situado en la carretera entre Villarcayo y Santelices junto al río Nela, Santelices (que se encuentra a algo menos de 2 kilómetros) y Argomedo (que pertenece al Valle de Valdebezana). También están cerca Villavés (visible desde el pueblo), Pedrosa (capital de la merindad), Soncillo, Leva y Puentedey.

## Situación administrativa
Este pueblo de la Merindad de Valdeporres con junta administrativa, tiene como alcalde pedáneo a Pedro Francisco (datos del Ayuntamiento de la Merindad).

## Demografía
En 2024, 19 personas estaban empadronadas en el pueblo, de los cuales 13 eran hombres y 6 mujeres.
Evolución de la población
| Gráfica de evolución demográfica de San Martín de las Ollas entre 2000 y 2019 |
|                                                                               |
| Población de derecho (2000-2019) según el padrón municipal del INE            |

## Parroquia
Iglesia está dedicada a San Vicente Mártir, dependiente de la parroquia de Pedrosa en el arcipestrazgo de Merindades de Castilla la Vieja, diócesis de Burgos. La misma fue rehabilitada en la década del 1950 por Pedro Herrando con la colaboración de algunos vecinos. En la entrada del templo, es visible una placa que comenta aquella rehabilitación. Habitualmente esta iglesia permanece cerrada y solo en ocasiones muy especiales se abre para celebrar alguna misa. Esta iglesia tiene restos románicos.

## Fiestas
Actualmente se celebran estas fiestas en el pueblo:
- Santiago Apóstol: el día de Santiago se celebran las fiestas del pueblo en las que se organizan varias actividades como bolos, campeonato de brisca y de mus...

- Beato Manuel Ruiz: esta fiesta que dura un día, tiene como objetivo recordar al hijo predilecto del pueblo.

- Matanza: a principios de diciembre se celebra esta festividad en la que se organiza una comida con productos derivados del cerdo.

## Historia
Así se describe a San Martín de las Ollas en el tomo XI del Diccionario geográfico-estadístico-histórico de España y sus posesiones de Ultramar, obra impulsada por Pascual Madoz a mediados del siglo XIX:

Lugar en la provincia, diócesis, audiencia territorial y capitanía general de Burgos (15 leguas), partido judicial de Villarcayo (3), y ayuntamiento de la merindad de Valdeporres (1/4); Situado sobre piedra firme, en una loma o ladera, y al pie de un cerro llamado Argoveo; el clima es frío, reinan los vientos N y E, siendo las enfermedades más comunes las fiebres catarrales. Tiene 25 casas de malísima construcción todas, excepto el palacio del marqués de Cilleruelo; una escuela de educación primaria, frecuentada por 15 ó 20 niños, y dotada con 5 fanegas de trigo, además de la retribución de aquellos; una fuente titulada de Palacio, cuyas aguas, aunque algo gruesas son de mediana calidad, y de ellas se surten los vecinos para sus usos, y finalmente una iglesia parroquial (San Vicente), y un cementerio próximo a la misma; el culto de esta es servido por un cura y un sacristán. Confina el término N y E Santelices; S Quintanavaldo y Villabascones, y O Argomedo; comprende el despoblado de Valdesas, del cual solo existe parte de la iglesia. El terreno es secano y de mediana clase; hay varios prados naturales y un monte titulado de San Martín, poblado de encinas; corre por el término el río Nela, sobre el cual, a distancia de 300 pasos de la población, se encuentra un puente de madera. Los caminos se hallan en regular estado y dirigen a Santelices, Argomedo y Quintanavaldo. Correos: la correspondencia se recibe de la capital del partido por valijero. Producciones: trigo, centeno, cebada, maíz, legumbres y patatas, de todo en poca cantidad; cría ganado lanar, vacuno, cabrío y de cerda; caza de liebres y perdices, y pesca de truchas y anguilas. Industria: la agrícola. Población: 23 vecinos, 72 almas. Capital productivo: 363.400 reales. Imponible: 21.448.
Diccionario geográfico-estadístico-histórico de España y sus posesiones de Ultramar

## Ciudadanos ilustres
- Don Antonio Brizuela Salamanca, natural de San Martín de las Ollas, caballero de Alcántara, catedrático de la Universidad de Valladolid, canónigo de Toledo, obispo de Astorga y Jaén. Muerto en 1708.

- El beato fray Manuel Ruiz, natural de San Martín de las Ollas, franciscano, superior del convento de Damasco, bárbaramente martirizado y muerto en 1860 en dicha ciudad, beatificado en 1926 e hijo predilecto desde su muerte. Canonizado el 20 de octubre de 2024 por el Papa Francisco.

- Don Cayetano López López (1886-1970) del que dicen fue "el Ramón y Cajal de los veterinarios", natural de San Martín de las Ollas y que construyó su casa (actualmente Casa Rural La Engaña) en Pedrosa de Valdeporres, académico de Medicina, investigador y escritor.